# Казнить нельзя помиловать
Казни́ть нельзя́ поми́ловать — распространённое крылатое выражение для описания двух взаимоисключающих возможностей, один из известных примеров амфиболии.
Смысл фразы в отсутствующей запятой, перестановка которой меняет смысл фразы на противоположный:
- Казнить, нельзя помиловать (казнить).
- Казнить нельзя, помиловать (помиловать).

Фраза часто используется с подстановкой других глаголов (например, «говорить необязательно сделать», «строить нельзя сносить» и т. д.)

## Происхождение фразы
Фраза приписывалась различным русским царям, начиная с Петра I, хотя появилась она довольно поздно и, возможно, восходит к западным источникам. Так, резолюция «Помиловать нельзя. Сослать в Сибирь» (англ. "Pardon there can no be, off to Siberia") — приводилась в газетной колонке американского журналиста Р. Рипли (англ. Robert Ripley) «Хотите верьте, хотите нет». Так будто бы ответил Александр III на прошение о помиловании, но императрица Мария Фёдоровна переставила точку.
Приписывается также императору Карлу V (1500—1558) в форме «Perdón(,) imposible(,) que cumpla su condena» (букв. «Простить(,) невозможно(,) исполнить его приговор»).
Также известна ранняя легенда подобного рода — история о письме английской королевы Изабеллы к тюремщику её мужа Эдуарда II, убитого в 1327 году: «Edvardum occidere nolite(,) timere(,) bonum est» (возможный перевод с латыни: «Эдуарда убить(,) не смейте(,) выказывать страх»). Впрочем, в то время запятая еще не употреблялась. 
В СССР наиболее широкую известность выражение получило после выхода повести Лии Гераскиной «В стране невыученных уроков» и одноимённого мультфильма по её мотивам (режиссёр Юрий Прытков, 1969), в котором жизнь главного героя зависела от того, как он расставит знаки препинания в этом предложении.